# XV. Benedek pápa enciklikái
Ez a cikk XV. Benedek pápa enciklikáit mutatja be 1914-től 1921-ig.
| No. | Címe (Latin)                  | Címe (Magyar) | Tartalma                                     | kiadásának időpontja |
| --- | ----------------------------- | ------------- | -------------------------------------------- | -------------------- |
| 1.  | Ad beatissimi apostolorum     |               | A békéért folyamodva                         | 1914. november 1.    |
| 2.  | Humani generis redemptionem   |               | Isten igéjének hirdetéséről                  | 1917. június 15.     |
| 3.  | Quod iam diu                  |               | Az elkövetkezendő békeszerződésekről         | 1918. december 1.    |
| 4.  | In hac tanta                  |               | Szent Bonifácról                             | 1919. május 14.      |
| 5.  | Paterno iam diu               |               | Közép-Európa gyermekeiről                    | 1919. november 24.   |
| 6.  | Pacem, Dei munus pulcherrimum |               | A békéről és a keresztény kiengesztelődésről | 1920. május 23.      |
| 7.  | Spiritus Paraclitus           |               | Szent Jeromosról                             | 1920. szeptember 15. |
| 8.  | Principi apostolorum Petro    |               | Szír Szent Efrémről                          | 1920. október 5.     |
| 9.  | Annus iam plenus              |               | Közép-Európa gyermekeiről                    | 1920. december 1.    |
| 10. | Sacra propediem               |               | A ferences harmadrendről                     | 1921. január 6.      |
| 11. | In praeclara summorum         |               | Dantéról                                     | 1921. április 30.    |
| 12. | Fausto appetente die          |               | Szent Domonkosról                            | 1921. június 29.     |
|     |                               |               |                                              |                      |